# بابلية
البابلية، إحدى القرى اللبنانية الواقعة في قضاء صيدا جنوبي لبنان.

## الموقع
تقع بلدة بابلية في قضاء صيدا أحد أقضية محافظة الجنوب هذه المحافظة هي واحدة من ثمان محافظات يتشكل منها لبنان الإداري.
تبعد بابلية حوالي 62 كلم (38.5268 ميل) عن بيروت عاصمة لبنان. ترتفع حوالي 200 م (1) (656.2 قدم - 218.72 يارد) عن سطح البحر وتمتد على مساحة تُقدَّر بـ 1273 هكتاراً (12.73 كلم²- 4.91378 مي² (2)).

## معرض صور

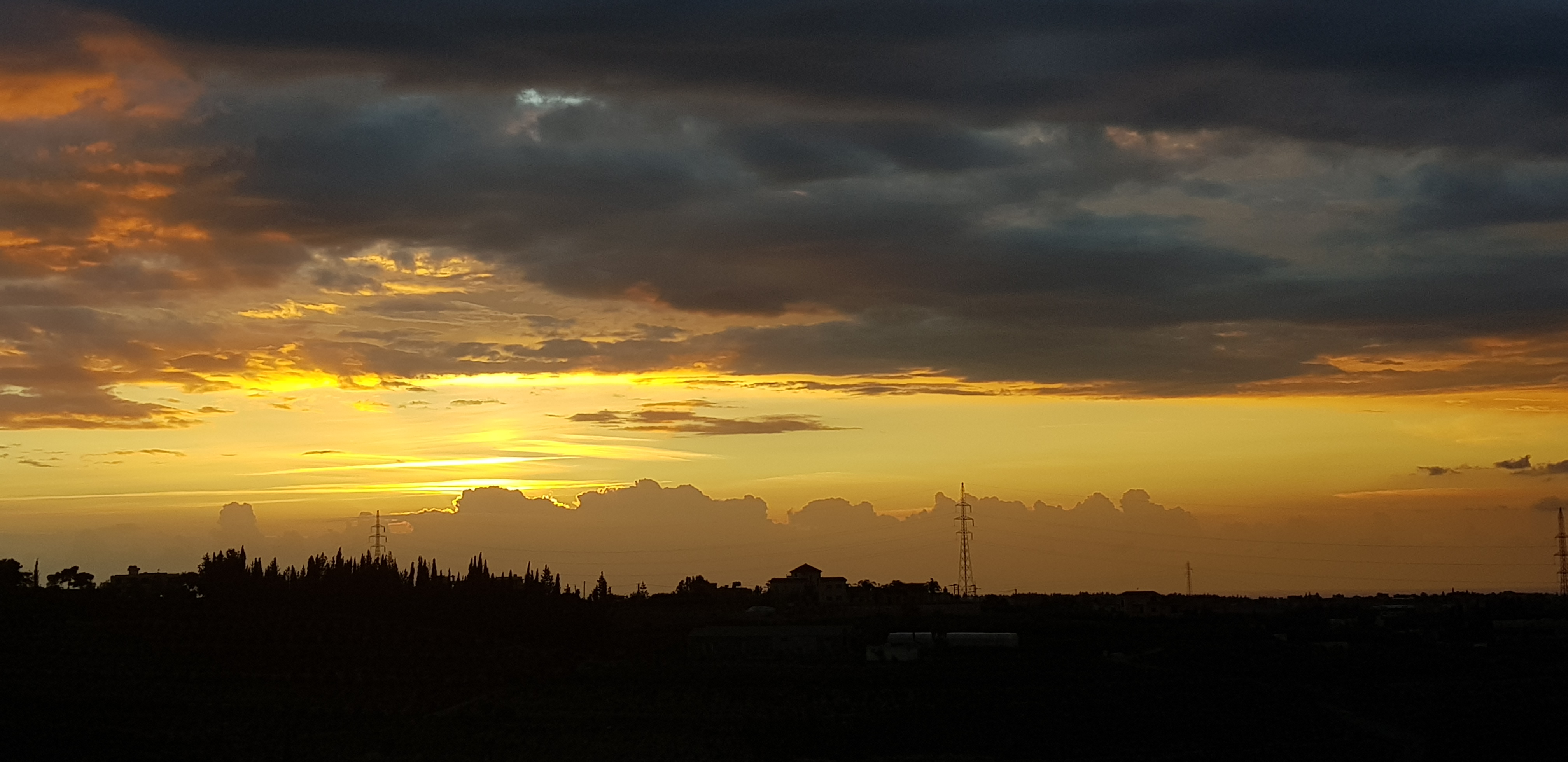
غروب الشمس في قرية بابليا 1
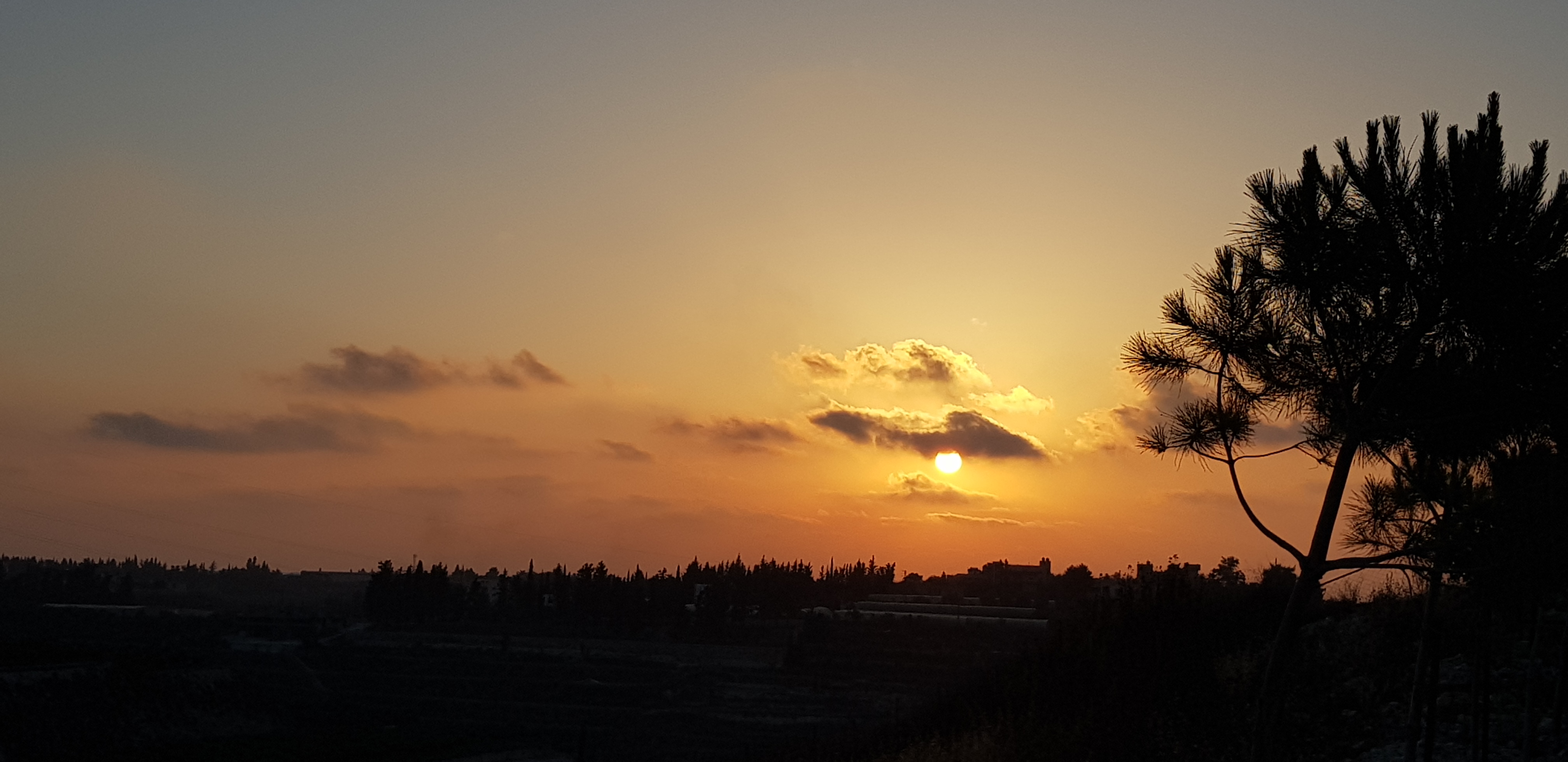
غروب الشمس في قرية بابليا 2
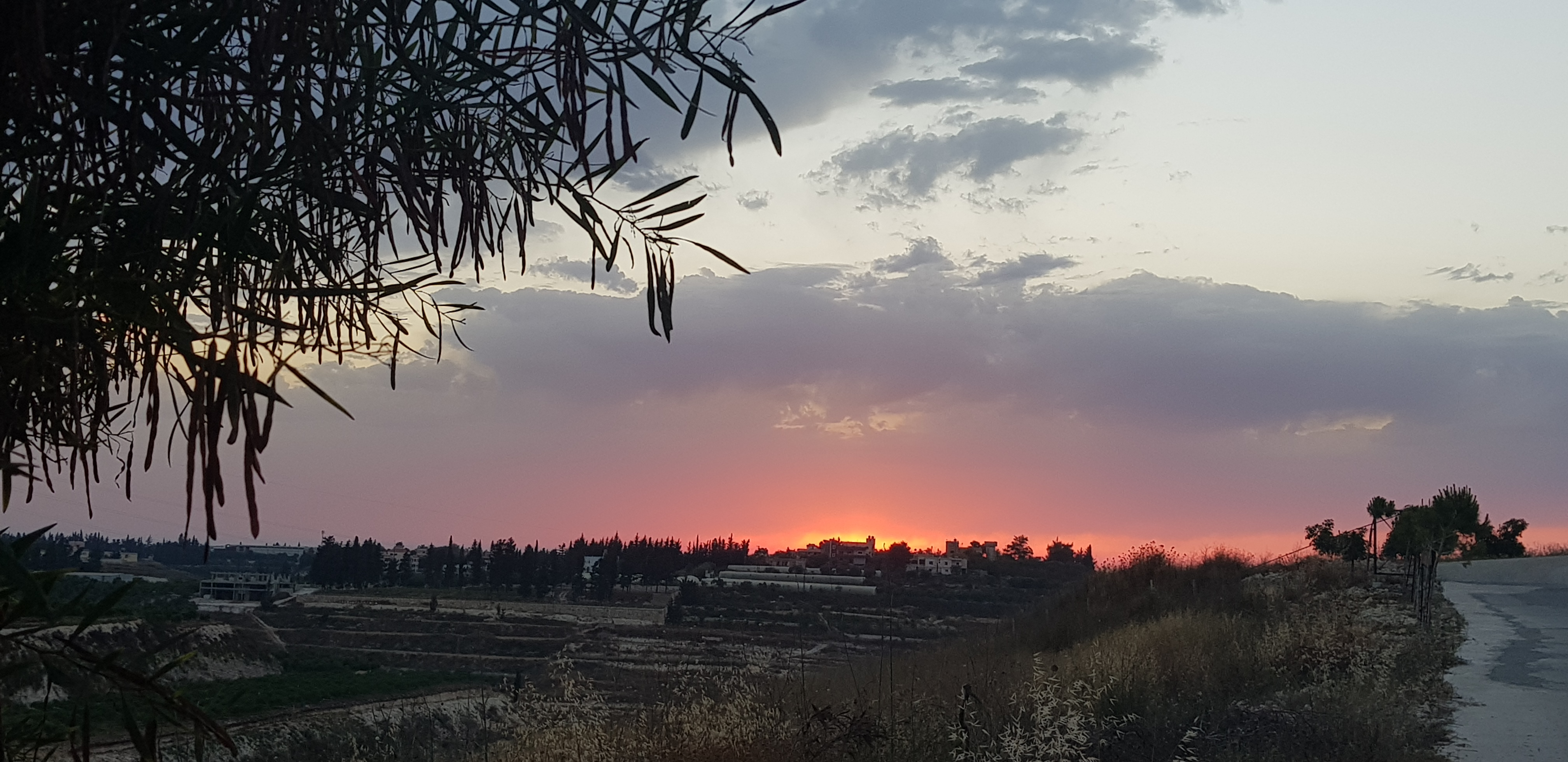
غروب الشمس في قرية بابليا 3
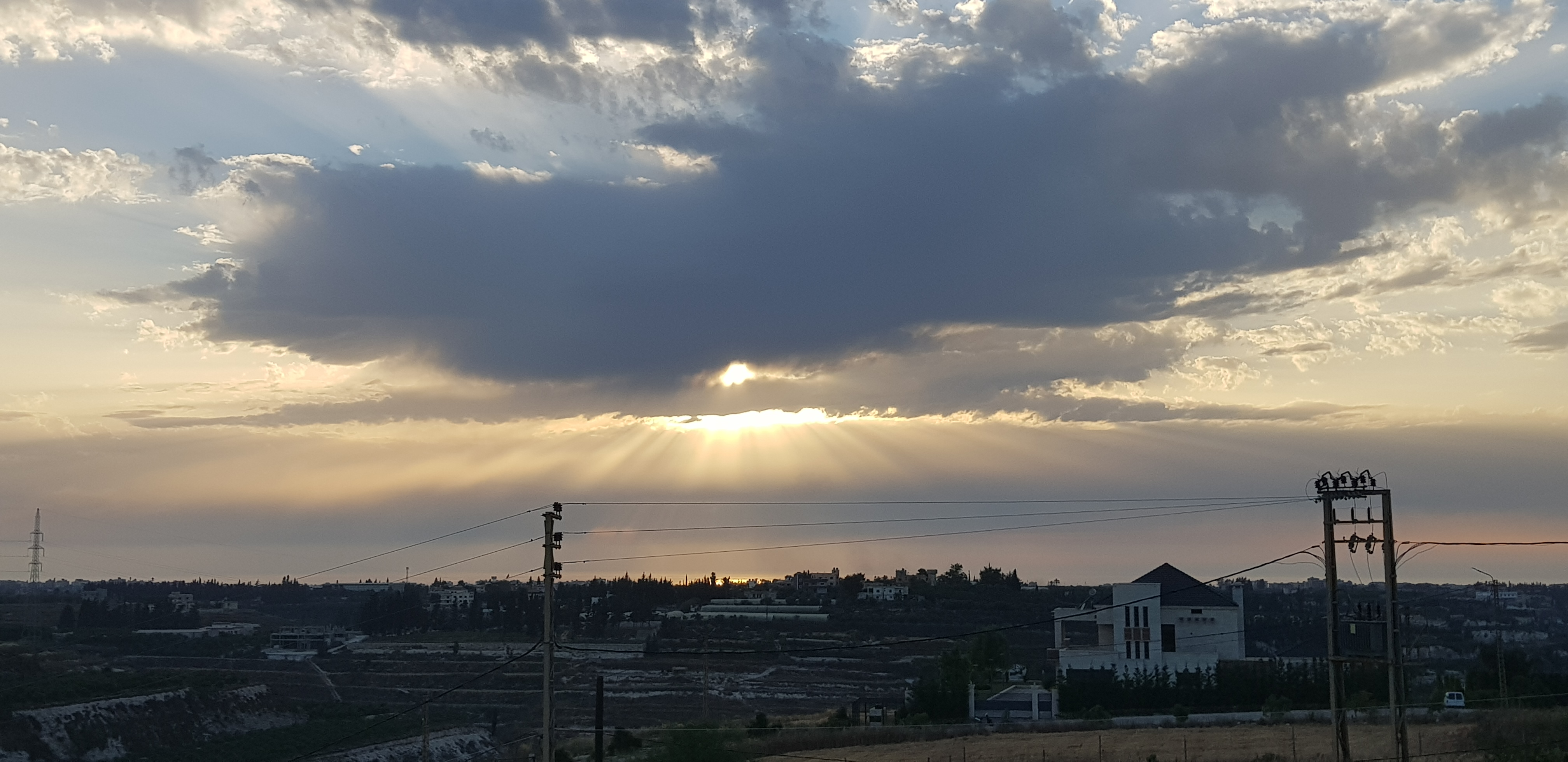
غروب الشمس في قرية بابليا 4
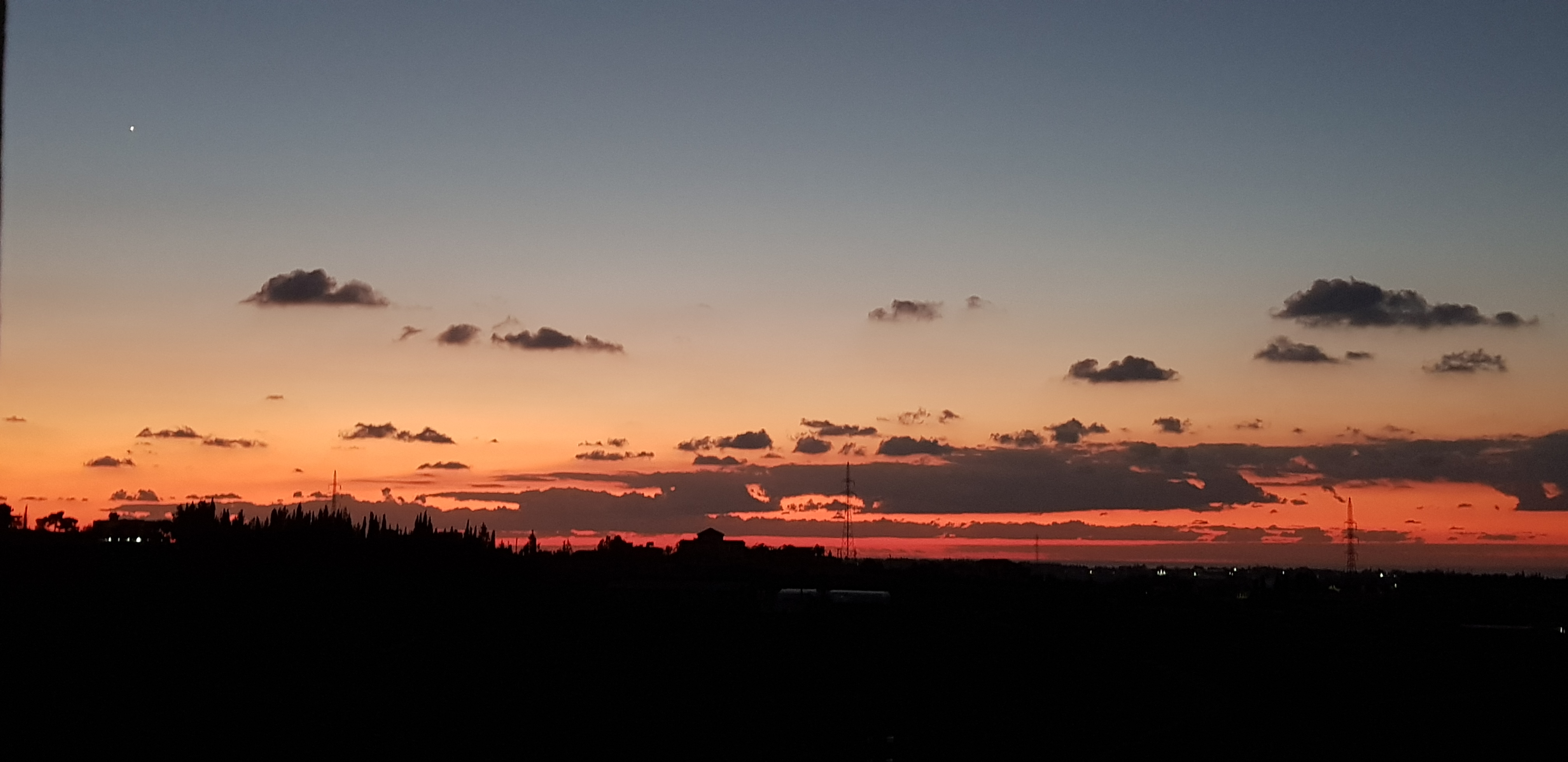
غروب الشمس في قرية بابليا 5